# 平壤防禦司令部
平壤防禦司令部（：／），是朝鮮民主主義人民共和國的武裝力量，朝鮮人民軍負責首都平壤防衛的軍團級部隊。

## 歷史
平壤防禦司令部在1955年成立時是民族保衛省（現国防省）的屬下部隊，1960年代與護衛司令部結合，1990年代以後再次分開。

## 編制
平壤防禦司令部兵力達1個軍團級，並有最新裝備。
- 朝鲜人民军第105装甲師，朝鮮人民軍唯一的戰車師團
- 炮兵師團
- 高射炮旅團
- 重火器旅團
- 特殊旅團